# ثعبان السوط الأسود
ثعبان السوط الأسود أو العربيد الأسود (الاسم العلمي: Dolichophis jugularis) ثعبان غير سام ينتمي إلى فصيلة الحفثيات. ويُعتبر من أطول الثعابين في الشرق الأوسط وأوروبا.

## المظهر
يمتاز بالطول وسرعة الحركة، يمكن أن يصل طول هذا النوع إلى 3 أمتار. اللون يختلف بحسب المرحلة العمريّة، في الصغر وحتى يبلغ طوله حوالي 1.2 متر، سيكون لونه بني رمادي، وجسده منقوش بنقاط سوداء بشكل غير متساوي. عند البلوغ هذه النقاط سوف تتحول إلى اللون الأسود وينمو حتى يصبح لونه أسود ومتناسق، والبطن سيكون رمادي اللون وأسفل الرأس يكون بلون أبيض.

## الموطن
يشمل التوزيع الجغرافي لهذا النوع عدد من الدول: سوريا، قبرص، اليونان، إيران، العراق، فلسطين، الأردن، الكويت، لبنان، تركيا، مالطا.
هذا النوع متسلّق ممتاز، حيث يزحف بشكل جيد على الأشجار ولكنه أكثر تواجدًا على الأرض. يمكن أن يتواجد هذا الثعبان في ارتفاعات تصل إلى 1500 متر. موطنه الرئيسي هو المناطق الزراعية والمناطق التي تحتوي على مجموعات من الأشجار أو الشجيرات.

## النظام الغذائي
يتكوّن النظام الغذائي من الثدييات الصغيرة والطيور والسحالي وحتى الثعابين الأخرى.

## التكاثر
عندما يبدأ موسم التزاوج في الربيع، تجذب الإناث الذكور عن طريق الفيرومونات (الجاذبات الجنسية). بعد حوالي 45 يومًا من الإخصاب الناجح، تضع الأنثى بعد عدة أسابيع من 5 إلى 15 بيضة في مكان آمن ورطب، بعد حوالي شهرين، تفقس الثعابين الصغيرة ومن هذه اللحظة أصبحت مستقلة وقوية من أجل البحث عن طعامها بأنفسها.

## الفائدة
العربيد غير ضار تمامًا ولكنه يعتبر عدوانيًا عندما يتعرّض للتهديد. إذا وجد نفسه في خطر، فإنه يرفع جسمه من أجل العض. لدغة هذا الثعبان هي غير سامة ولكنها قد تستمر لفترة أطول بسبب انحناء أسنانه. على الرغم من أن هذا النوع غير سام، إلا أنه يجب تطهير موقع العضة لمنع العدوى والالتهاب. العربيد الأسود مفيد جدًا، خاصة بالنسبة للزراعة لأنه يتغذى على القوارض. تجدر الإشارة إلى أنه في الأيام القديمة، كان البشر يشترون مجموعة من هذا الثعبان ويضعونها على أراضيهم من أجل السيطرة على عدد القوارض والثعابين السامة.